# Barsboldia
A Barsboldia (nevének jelentése 'Barsboldé', az ismert mongol őslénykutatóra utalva) a hadrosaurida dinoszauruszok egyik nagyméretű neme, melyet a kora maastrichti alkorszakbeli Nemegt-formációban, a mongóliai Dél-Góbi tartományban fedeztek fel. Egyetlen hiányos gerincoszlop, egy részleges csípő és néhány borda alapján ismert. Feltehetően a vele nagyjából egyidőben élt fejdíszes kacsacsőrű, az észak-amerikai Hypacrosaurus rokona volt.

## Anatómia
Teresa Maryańska és Halszka Osmólska a nem leírását a ZPAL MgD-1/110 katalógusszámú holotípus, egy kilenc, nagyrészt összefüggő hátcsigolyából, kilenc keresztcsonti csigolyából, tizenöt farokcsigolyából, egy bal csípőcsontból, a szeméremcsont bal és jobb oldalának részeiből, több bordából, valamint a hátsó láb néhány darabjából álló részleges csontváz alapján készítette el. A csontváz legegyedibb részei a tövisnyúlványok. Ezek igen magasak, főként a csípő felett, csak a Hypacrosaurus altispinus (az ugyanabban az évben leírt Lambeosaurus laticaudus, egy másik, valamiért szintén magas tövisnyúlványú kacsacsőrű) hasonló testrészeinél alacsonyabbak, és a farok felettiek közül az első néhány hegye buzogány alakú (feltehetően az idős kor jeleként).

## Történet
Maryańska és Osmólska az új nemet az első Nemegt-formációból származó lambeosaurinaként (üreges fejdíszű kacsacsőrűként) írta le, annak ellenére, hogy a koponyája hiányzott. A keresztcsont alsó része mentén azonban egy taraj helyezkedik el, ami feltehetően lambeosaurina jellegzetesség, a csontok közelről felszínesen a Hypacrosauruséra hasonlítanak. Mivel csak egy részleges csontváz alapján ismert és a koponyája nem került elő, a nemet kétségesnek vagy feltételezett, bizonytalan elhelyezkedésű lambeosaurinának tekintik. Egy újabb, 2011-ben megjelent tanulmány szerint a Barsboldia valójában egy saurolophina.

## Ősbiológia
Hadrosauridaként a Barsboldia két vagy négy lábon járó növényevő volt, amely összetett, a rágáshoz hasonló őrlő mozgást lehetővé tevő, több száz, szorosan egymás mellett elhelyezkedő foggal ellátott koponyával rendelkezett. Ha lambeosaurina volt, akkor a koponyájához az orrjáratokat is tartalmazó kiterjedt csontokon kívül egy üreges fejdísz kapcsolódott, ami hallható és látható jelzések által az állat azonosítására szolgált.

## Fordítás
Ez a szócikk részben vagy egészben a Barsboldia című angol Wikipédia-szócikk ezen változatának fordításán alapul.  Az eredeti cikk szerkesztőit annak laptörténete sorolja fel. Ez a jelzés csupán a megfogalmazás eredetét és a szerzői jogokat jelzi, nem szolgál a cikkben szereplő információk forrásmegjelöléseként.